# Честный, умный, неженатый…
«Честный, умный, неженатый…» — советский художественный фильм Алексея Коренева.
Сценарий фильма был дипломной работой студента Высших курсов сценаристов и режиссёров, начинающего писателя Олега Ждана, которую он послал на «Мосфильм».
В фильме впервые прозвучала «Песня о родном крае» (исполнение — Ирины Отиевой, музыка: Евгений Крылатов, слова: Леонид Дербенёв), позже в 1987 году вошедшая в репертуар Валентины Толкуновой и под названием «На этой огромной планете» («Где ты появился на свет»), ставшая очень популярной. Также в фильме звучат песни «Без вести пропавшая весна» (Е. Крылатов — М. Пляцковский) и «Ну чем мы не пара?» (Е. Крылатов — М. Пляцковский) в исполнении Игоря Иванова, ставшая, фактически, неофициальным гимном города Иваново после исполнения её Андреем Мироновым, «Пора золотая» (Е. Крылатов — М. Пляцковский) в исполнении Татьяны Рузавиной и Сергея Таюшева.
Съёмки фильма проходили в Коломне: узнаваемы железнодорожная станция Голутвин, танцплощадка в парке Мира, а из окна школьного класса видны Пятницкие ворота.

## Сюжет
Бригадир комсомольско-молодежной бригады строителей БАМа, добившийся трудовых успехов и заработавший себе авторитет и славу, приезжает в отпуск в родной маленький городок, из которого когда-то ушёл в армию. Встреченный как передовик-герой и местная знаменитость, он, однако, понимает, что здесь он совсем чужой: невеста не дождалась, выйдя замуж за его лучшего друга, родные упрекают «лёгкой жизнью в долг» и приездом «на всё готовенькое». Честный, умный, неженатый, но никому не нужный, он не находит себе здесь места. Понимая, что здесь он совсем чужой, не дождавшись окончания отпуска, уезжает снова на БАМ.

## В ролях
- Лев Прыгунов — Артём Дольников, главная роль
- Галина Польских — Анна Дольникова
- Марина Дюжева — Катя
- Александр Ермаков — Антон
- Геннадий Ялович — Кашкин, инженер
- Юрий Кузьменков — Гриша, участковый
- Татьяна Ташкова — Тамара, продавщица
- Елена Аржаник — Нина Леонидовна, вожатая
- Владимир Изотов — Толик
- Владимир Коровкин — Федотович
- Ирина Дымченко — Галя
- Ирина Мурзаева — Марья
- Анатолий Скорякин — друг Артёма
- Борис Сабуров — Коробов
- Мария Скворцова — тётя Поля
- Нина Маслова — пассажирка поезда

## Критика
В точной постановке проблемы — достоинство фильма. Но всё же надо признаться, что ему не хватает большого художественного дыхания, в нём ощутима всё-таки какая-то эскизность и робость в реализации темы. Создаётся впечатление, что режиссёр, сценарист, оператор как бы постоянно спорят друг с другом и то один, то другой в этом споре одерживает победу. Такое неединство обидно всегда. Но оно тем обиднее, чем реальней и серьёзней представляется тема, которую этот фильм поднимает.— Римма Кречетова, «Советский экран», 1981